# Moses Kpakor
Moses Kpakor (Estado de Benue, Nigeria, 6 de enero de 1965) es un exfutbolista de Nigeria que jugaba en la posición de centrocampista..

## Carrera

### Club
| Periodo   | Club           |
| --------- | -------------- |
| 1982      | Hawks          |
| 1983      | FC Electricity |
| 1984–1986 | BCC Lions      |
| 1987      | Abiola Babes   |
| 1988–1998 | BCC Lions      |

### Selección nacional
Jugó para Nigeria en 11 ocasiones de 1990 a 1993, participó en dos ediciones de la Copa Africana de Naciones donde fue seleccionado dentro del equipo ideal de la edición de 1990.

## Logros

### Club
- Copa de Nigeria (2): 1987, 1989

### Individual
- Equipo Ideal de la Copa Africana de Naciones 1990.